# زاگوژانه
زاگوژانه (به لهستانی:  Zagorzany) یک روستا در لهستان است که در گمینا سوابوشوو واقع شده‌است. زاگوژانه ۱۰۰ نفر جمعیت دارد.